# Милан Пурович
Милан Пурович (серб. Milan Purović, нар. 7 травня 1985, Титоград) — чорногорський футболіст, нападник клубу «Бежанія».

## Клубна кар'єра
Народився 7 травня 1985 року в місті Титоград. Вихованець футбольної школи місцевого клубу «Будучност». 
Дорослу футбольну кар'єру розпочав 2002 року в основній команді того ж клубу, в якій провів чотири сезони, взявши участь у 72 матчах чемпіонату? в яких забив 29 голів.
Своєю грою за цю команду привернув увагу представників тренерського штабу белградської «Црвени Звезди», до складу якого приєднався влітку2005 року. Відіграв за белградську команду наступні два сезони своєї ігрової кар'єри, здобувши в обох сезонах з командою «золотий дубль». Більшість часу, проведеного у складі «Црвени Звезди», був основним гравцем атакувальної ланки команди і одним з головних бомбардирів команди, маючи середню результативність на рівні 0,36 голу за гру першості.
Така результативність не залишила поза увагою європейські клубі і влітку 2007 року Пурович перейшов в португальський «Спортінг», проте заграти на Піренеях Милан не зміг, через що з 2008 року виступав по орендах в низці країн європи. 
27 липня 2011 року підписав контракт з клубом ОФК (Белград), але провівши лише один сезон покинув клуб і підписав контракт з запорізьким «Металуром». Щоправда і тут Пуровичу затриматись не вдалось — зігравши лише чотири матчі в чемпіонаті і один в кубку, вже в кінці року контракт було розірвано за взаємною згодою.
До складу клубу «Бежанія» приєднався 2013 року. Наразі встиг відіграти за команду з Нови-Београда 3 матчі в національному чемпіонаті.

## Виступи за збірні
2006 року у складі молодіжної збірної Сербії і Чорногорії брав участь у молодіжному чемпіонаті Європи в Португалії, на якому дійшов з командою до півфіналу, де в серії післяматчових пенальті не забив вирішальний пенальті українському воротарю Олександру Рибці і змушений був з командою покинути турнір.
24 березня 2007 року дебютував в офіційних матчах у складі національної збірної Чорногорії, яка проводила свій перший офіційний матч. Всього провів у формі головної команди країни 7 матчів.

## Досягнення
- Чемпіон Сербії і Чорногорії: 2006
- Чемпіон Сербії: 2007
- Володар Кубка Сербії і Чорногорії: 2006
- Володар Кубка Сербії: 2007
- Володар Кубка Португалії: 2008
- Володар Суперкубка Португалії: 2007, 2008